# Hermsdorf (Brandemburgo)
Hermsdorf (em alto sorábio: Hermanecy) é um município da Alemanha, situado no distrito de Oberspreewald-Lausitz, no estado de Brandemburgo. Tem 32,82 km² de área, e sua população em 2019 foi estimada em 776 habitantes.